# Daily Record Building

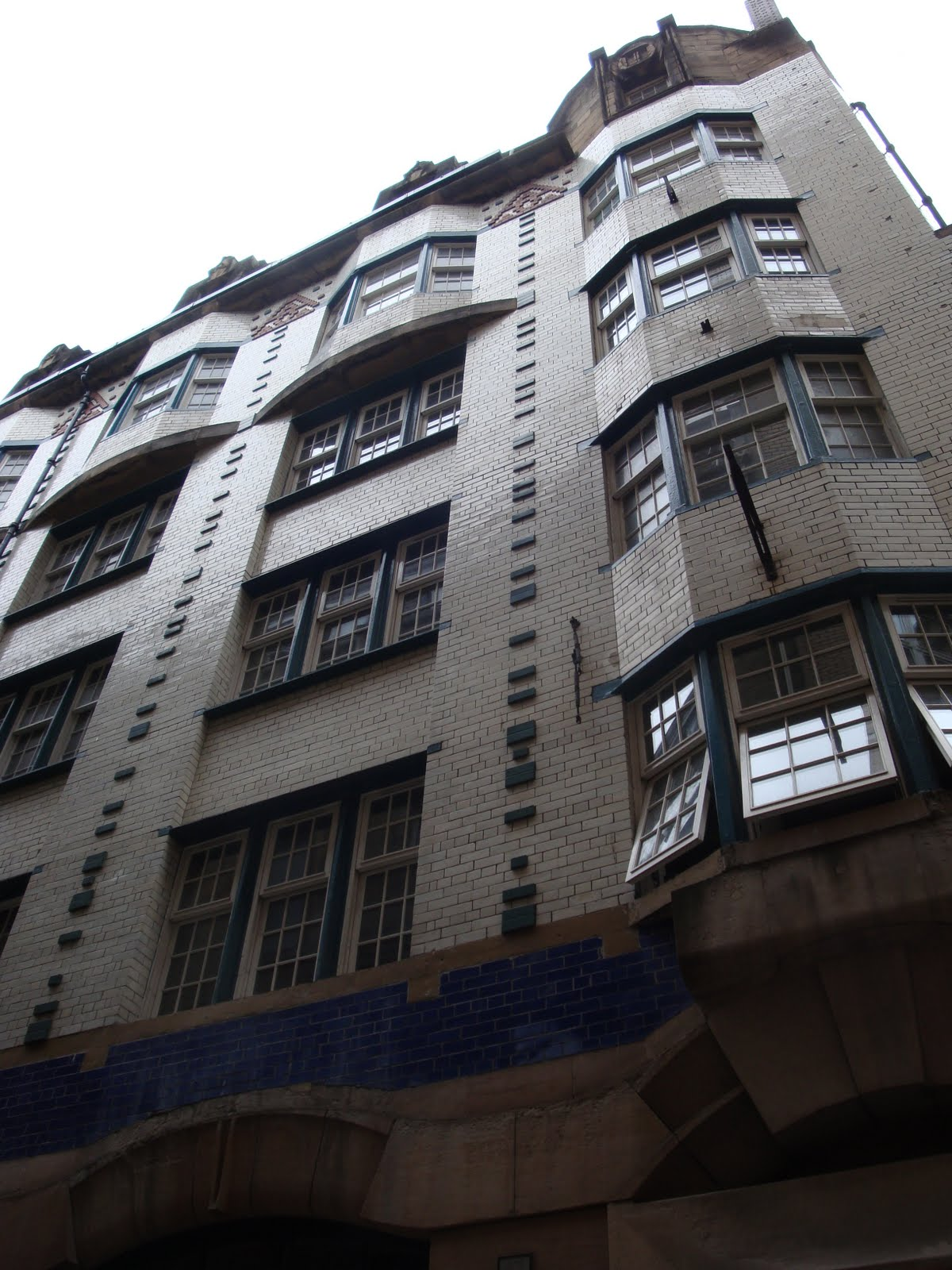
Daily Record Building

Das Daily Record Building ist ein Geschäftsgebäude in der schottischen Stadt Glasgow. 1970 wurde das Bauwerk als Einzeldenkmal in die schottischen Denkmallisten in der höchsten Denkmalkategorie A aufgenommen.

## Geschichte
Das Gebäude wurde zwischen 1900 und 1901 nach einem Entwurf des schottischen Architekturbüros Honeyman & Keppie erbaut. Auftraggeber war das Verlagshaus des Daily Records. Die Gesamtkosten beliefen sich auf 11.736 £. 1911 wurde Charles Rennie Mackintosh mit einer Überarbeitung betraut. Norman Dick plante 1937 die Umgestaltung zu einem Bekleidungsgeschäft.

## Beschreibung
Das Daily Record Building steht zwischen der Renfield Lane und der St Vincent Street im Zentrum Glasgows. Gegenüber steht das Grosvenor Building, links das Geschäftshaus 108 Hope Street, an der Rückseite gegenüber das Gebäude 115–117 St Vincent Street. Die südexponierte Frontfassade des Jugendstilgebäudes entlang der Renfield Lane ist mit glasierten Backstein mit abgesetzten Natursteindetails gestaltet. Es gliedert sich in einen östlichen dreistöckigen und westlichen fünfstöckigen Teil. Im Erdgeschoss sind alle acht Achsen mit elliptischen Bögen gestaltet. Darüber erstreckt sich ein blaues Zierband. Die zwei Obergeschosse des östlichen Abschnitts sind ansonsten schmucklos. Am westlichen Abschnitt tritt rechts ein vierstöckiger, abgekanteter Erker leicht heraus. Im vierten Obergeschoss sind sämtliche Achsen mit Erkern gestaltet. Zwischen den Fenstern ziehen sich Bänder aus vereinzelten, ungleichmäßigen Steinen. Aus dem Dach treten drei Gauben heraus.